# ليزلي ألن (تنس)
ليزلي ألن (بالإنجليزية: Leslie Allen)‏ مواليد 12 مارس 1957 في كليفلاند، الولايات المتحدة، هي لاعبة كرة مضرب أمريكية سابقة بدأت مسيرتها كمحترفة سنة 1977، اعتزلت اللعب في 1987. أعلى تصنيف لها في الفردي كان المركز الـ 17 في سنة 1981. أعلى تصنيف لها في الزوجي كان المركز الـ 10 في سنة 1983.

## روابط خارجية
- ليزلي ألن على موقع رابطة محترفات التنس (الإنجليزية)
- ليزلي ألن على موقع الاتحاد الدولي لكرة المضرب (الإنجليزية)
- ليزلي ألن على موقع بطولة ويمبلدون (الإنجليزية)
- ليزلي ألن على موقع خلاصة التنس.كوم (الإنجليزية)